# Затько, Петер
Пе́тер За́тько (словац. Peter Zaťko; род. 10 августа 1983, Топольчани, Западно-Словацкий край) — словацкий кёрлингист на колясках.
В составе сборной Словакии участник зимних Паралимпийских игр 2018 и 2022 (заняли соответственно девятое и четвёртое место), а также чемпионатов мира (лучший результат — шестое место в 2019).
В «командном» кёрлинге (команда из четырёх человек) играет в основном на позициях второго и четвёртого.

## Команды
| Сезон   | Четвёртый      | Третий         | Второй        | Первый           | Запасной                                                | Турниры             |
| ------- | -------------- | -------------- | ------------- | ---------------- | ------------------------------------------------------- | ------------------- |
| 2015—16 | Радослав Дюриш | Дюшан Питоняк  | Петер Затько  | Моника Кункелова | Imrich Lyócsa тренер: Франтишек Питоняк                 | ЧМК 2016 (9 место)  |
| 2016—17 | Радослав Дюриш | Дюшан Питоняк  | Петер Затько  | Моника Кункелова | Imrich Lyócsa тренер: Франтишек Питоняк                 | ЧМК-Б 2016          |
| 2017—18 | Дюшан Питоняк  | Радослав Дюриш | Петер Затько  | Моника Кункелова | Imrich Lyócsa тренеры: Франтишек Питоняк, Павол Питоняк | ЗПИ 2018 (9 место)  |
| 2018—19 | Радослав Дюриш | Дюшан Питоняк  | Imrich Lyócsa | Моника Кункелова | Петер Затько тренер: Milan Bubenik                      | ЧМК-Б 2018          |
| 2018—19 | Радослав Дюриш | Дюшан Питоняк  | Imrich Lyócsa | Моника Кункелова | Петер Затько тренеры: Франтишек Питоняк, Milan Bubenik  | ЧМК 2019 (6 место)  |
| 2019—20 | Радослав Дюриш | Петер Затько   | Дюшан Питоняк | Моника Кункелова | Imrich Lyócsa тренер: Франтишек Питоняк                 | ЧМК 2020 (8 место)  |
| 2020—21 | Радослав Дюриш | Дюшан Питоняк  | Петер Затько  | Моника Кункелова | Imrich Lyócsa тренер: Франтишек Питоняк                 | ЧМК 2021 (10 место) |
| 2021—22 | Петер Затько   | Радослав Дюриш | Дюшан Питоняк | Моника Кункелова | Алёна Канова тренер: Франтишек Питоняк                  | ЗПИ 2022 (4 место)  |
| 2023—24 | Петер Затько   | Радослав Дюриш | Душан Питоняк | Моника Кункелова | Adrian Durcek тренер: Даниэла Матулова                  | ЧМК-Б 2023          |
| 2023—24 | Петер Затько   | Радослав Дюриш | Душан Питоняк | Моника Кункелова | Adrian Durcek тренеры: Даниэла Матулова, Milan Bubenik  | ЧМК 2024 (7 место)  |
| 2024—25 | Петер Затько   | Радослав Дюриш | Adrian Durček | Моника Кункелова | Betty Vorosova тренеры: Даниэла Матулова, Milan Bubenik | ЧМК 2025 (4 место)  |

(скипы выделены полужирным шрифтом)